# Luke Walton
Luke Theodore Walton (* 28. März 1980 in San Diego, Kalifornien) ist ein ehemaliger US-amerikanischer Basketballspieler und heutiger -trainer.

## Karriere als Spieler
Walton ist der zweitjüngste Sohn des ehemaligen NBA-Spielers und Hall of Famers Bill Walton. Zunächst absolvierte Walton für vier Jahre ein Studium der Genealogie an der University of Arizona, wo er auch für das Basketballteam der Arizona Wildcats spielte. 
Im NBA-Draft 2003 wurde er in der zweiten Draftrunde von den Los Angeles Lakers ausgewählt. Walton spielte von 2003 bis März 2012 in der nordamerikanischen Profiliga NBA zunächst bei den Los Angeles Lakers als Small Forward. Die ersten drei Jahre war Walton Bankspieler und kam selten zum Einsatz. In seiner besten Saison 2006/07 war er in allen 60 Spielen Starter und kam auf 11,4 Punkte, 5,0 Rebounds und 4,3 Assists in 33,0 Minuten pro Spiel. Er gewann mit den Lakers 2009 und 2010 die NBA-Meisterschaft.
Ab März 2012 stand er im Kader der Cleveland Cavaliers, wohin er für Jason Kapono gewechselt war. Im Sommer 2013 gab Walton bekannt, seine aktive Karriere zu beenden. In seinen neun Saisons als aktiver Spieler verzeichnete er durchschnittlich 4,7 Punkte, 2,8 Rebounds und 2,3 Assists bei einer Spielzeit von 17,2 Minuten pro Spiel.

## Karriere als Trainer
Nach dem Karriereende kehrte Walton nach Los Angeles zurück und übernahm einen Posten als Player Development Coach und Assistent Coach bei den Los Angeles D-Fenders, dem D-League-Team der Los Angeles Lakers. Im Juli 2014 wurde er Assistenztrainer der Golden State Warriors. Mit diesen gewann er 2015 die NBA-Meisterschaft.
Zu Beginn der Saison 2015–16 wurde Walton zum Interimstrainer der Golden State Warriors ernannt, während sich Head Coach Steve Kerr von zwei Rückenoperationen erholte. Unter seiner Führung gewannen die Warriors die ersten 24 Spiele der Saison (NBA-Rekord). Er wurde für Oktober/November 2015 als Trainer des Monats der Western Conference ausgezeichnet. Bei Kerrs Rückkehr Ende Januar 2016 waren die Warriors die beste Mannschaft der Liga mit 39 Siegen und 4 Niederlagen.
Walton kehrte zur Saison 2016/17 als Head Coach zu den Los Angeles Lakers zurück. Nach der Saison 2018/19 trennten sich die Lakers von ihm. Von April 2019 bis November 2021 war er als Head Coach bei den Sacramento Kings tätig.